# Hans Michael Arnkiel Schmidt
Hans Michael Arnkiel Schmidt, född 30 juli 1826 i Köpenhamn, död 19 oktober 1877 i Köpenhamn, var en dansk målare.
Han var son till postkontrollören Jakob Madsen Schmidt och Johanne Marie Arnkiel. Schmidt studerade vid Det Kongelige Danske Kunstakademi i Köpenhamn under 1840-talet och under kombinerade studie- och målarresor till Tyskland och Sverige. Han medverkade i Charlottenborgsutställningarna i Köpenhamn under 1850-talet. Han var under en tolv års tid på 1860- och 1870-talet bosatt i Sverige och var då huvudsakligen verksam som dekorationsmålare. Hans konst består av figurer och blomsterstilleben.  